# Idyella major
Idyella major is een eenoogkreeftjessoort uit de familie van de Idyanthidae. De wetenschappelijke naam van de soort werd in 1920 voor het eerst geldig gepubliceerd door Georg Ossian Sars.